# The Urbz: Sims in the City
The Urbz: Sims in the City — видеоигра в жанре симулятора жизни серии The Sims, выпущенная для игровых приставок PlayStation 2 и Xbox. Впервые была выпущена 9 ноября 2004 года. Суть игры заключается в том, что управляемый игроком персонаж должен выживать в городской среде, вести борьбу против местных банд и завоевать высокую репутацию.
Разработка игры началась ещё в 2000 году, и выпуск планировался к 2001 году, однако из-за ряда непредвиденных обстоятельств, выпуск игры постоянно откладывался. The Urbz рассматривался, как грандиозный проект и полноценное ответвление франшизы The Sims со своими дополнениями и сиквелами, игра разрабатывалась в том числе для персональных компьютеров и Play Station Portable. Тем не менее из-за низких продаж консольной версии, дальнейшая разработка зарождающейся франшизы была заморожена. Для игры свои треки записывала на симлише известная музыкальная группа The Black Eyed Peas.
Критики дали смешанные оценки игре, с одной стороны похвалив её за оригинальную идею, великолепное изображение современных городских субкультур, красочные сцены, с другой стороны критики упрекнули игру за то, что развитие отношений с персонажами стало поверхностным, рецензенты не оценили факт того, что персонажу приходится постоянно переодеваться ради статуса и общения, не поощряя игроку быть дизайнером, а также указали на сложное управление.

## Сюжет
Управляемый игроком персонаж съезжает с дома своей матери и переезжает в вымышленный город Simcity. Там он решает попасть в местный клуб, однако туда не пускают, так как персонаж не смог выполнить танцевальный трюк. Однако will.i.am (камео) и члены его музыкальной группы Black Eyed Peas помогают попасть персонажу в клуб. Позже главный герой отправляется обратно в свою квартиру и случайно встречает Уилла и Дариуса, которые являются самыми популярными личностями в Simcity. Дарий позже объясняет главному герою, что потерял деталь из таинственного устройства, и обещает главному персонажу, что если тот найдёт деталь, то получит сюрприз. Главному персонажу, чтобы добыть деталь, предстоит сражаться с бандами различных районов. Если персонаж удачно получает таинственный предмет, то Дариус дарит ему ключи от своего пентхауса, а сам покидает город.

## Геймплей
Главное отличие The Urbz от остальных игр серии The Sims Заключается в том, что симуляция жизни происходит в мегаполисе, а не в субурбии, также окружающий мир и его персонажи обладают выраженным мультяшным стилем. Игрок может создать женского или мужского управляемого персонажа, подобрать для него стиль одежды и причёски. Стиль персонажа в игре играет существенную роль и влияет на общение с представителями разных субкультур. В городе культуры представлены панками, готами, рэп, гетто, хип-хоп культурами, богемой, байкерами, скейтбордистами, азиатами, криминальными мафиози и художниками/дизайнерами. Сим помимо стиля одежды может развивать для себя определённые взаимодействия, отражающие его стиль и культуру.

Изображение геймплея

Город условно поделён на девять районов, которыми руководят разные уличные банды. В начале персонаж находится в пределах одного района, если он удачно выполняет задания и находит новых друзей, то это повышает его репутацию, как следствие, персонаж получает более крупные апартаменты и доступ к новым локациям. Особенность геймплея заключается в том, что игрок полностью контролирует жизнь своего подопечного вплоть до работы. В городе имеется множество средств заработка и за процессом работы игрок может наблюдать, например приготовление суши в ресторане. Процесс работы представлен мини-играми. Версия для PlayStation 2 также поддерживает цифровую камеру EyeToy.
Продвигаясь по карьерной лестнице, сим открывает для себя новые связи, которые повышают его социальный статус. Репутация в игре сильно влияет на игровой процесс, на отношение окружающих к симу и его возможность посещать новые участки. Важную роль в репутации также играет и одежда, которую сим может покупать на заработанные симолеоны, один из действенных способов высказать своё уважение персонажу — подражание его моде.
Каждый район в городе сопровождается уникальной атмосферой и звуковым сопровождением, а также представлен определённой культурой. Знакомство и дружба с людьми из разных районов является жизненно важным с точки зрения получения высокой репутации. Персонаж с высшей репутацией способен оказывать влияние на культуру в разных частях города. Также при персонаже имеется мобильное устройство, через которое он может просматривать карту города и общаться с другими симами. При этом по прежнему нельзя забывать о необходимости удовлетворять базовые потребности персонажа во сне, еде, туалете и душе. Конечная цель игрока заключается в «управлении городом» за счёт достижения высокой репутации и власти среди жителей города. Вместе с властью придут и деньги.
Владельцы игры для PlayStation 2 с помощью камеры EyeToy могут загружать свою фотографию в игру, изображения с фотографией игрока начнут всё чаще появляться в игре по мере роста репутации управляемого сима.

## Разработка
Разработкой игры занималась студия Maxis. Создание игры исходило из идеи впервые показать жизнь симов в мегаполисе, все предыдущие же игры серии The Sims показывали жизнь в пригороде. Разработка игры началась ещё в 2000 году, сразу после успеха оригинальной игры The Sims. The Urbz должна была стать первой консольной адаптацией игры The Sims и на фоне ошеломляющего успеха оригинального симулятора, новому проекту для консолей предрекался также ошеломляющий успех, особенно на быстро растущем рынке игровых приставок. Игра изначально задумывалась, как спин-офф, нежели порт. The Urbz должна была стать полноценным ответвлением, для которого выпускались бы дополнения и продолжения, если оригинальная The Sims сыскала успех у женских игроков, то The Urbz должна была привлечь мужских игроков от 16 до 35 лет. Игра должна была быть выпущена для приставок PlayStation 2 и Sega Dreamcast в 2001 году, вскоре было решено также создать версии для Xbox, Gamecube и PlayStation Portable. Тем не менее игру ждал производственный ад из-за ряда непредвиденных обстоятельств. Отмена выхода игры SimsVille в конце 2001 года принесла серьёзные убытки студии Maxis, также EA Games объявила о прекращении поддержки консоли Sega Dreamcast, что заморозило разработку. На тот момент команда разработчиков, состоявшая из 200 человек была в результате разбита на три группы, две из которых занимались разработкой игры The Sims 2 и дополнениями к The Sims. В результате релиз игры начал постоянно отодвигаться. EA Games заключила контракт со студией Edge Of Reality на перенос игры The Sims на игровые приставки, в результате данная игра была выпущена в 2003 году. Тем не менее от проекта консольной игры было решено по прежнему не отказываться и после выхода последнего дополнения к The Sims, команду, работающую над данным проектом было решено объединить с командой разработчиков The Urbz, которая использовала для дальнейшей разработки движок студии Edge of Reality, которая в свою очередь создала его для консольной версии The Sims. Также разрабатывалась версия игры для PlayStation Portable, которая однако так и не вышла из-за низких продаж The Urbz для игровых приставок.
The Urbz также планировалась к выпуску на персональных компьютерах, для разработки который EA Games наняла чикагскую студию NuFx. Все рекламные ролики для Urbz были созданы на основе ПК-версии Urbz. Разработка сопровождалась трудностями, так как игровой движок создавался для приключенческой игры от третьего лица, для компьютерной версии же требовался фиксированный обзор с управлением point-and-click. В версии для ПК персонажи смогли бы водить машины, а игровой мир был открытым. Данная концепция игрового мира позже буде использована при разработке The Sims 3. Выход игры был отменён также из-за плохих продаж The Urbz для игровых приставок. Ещё до коммерческого провала, началась разработка продолжения игры — The Urbz 2: Sims Nightlife, новая версия должна была включать в себя возможность строить многоэтажные здания, рожать детей и играть в режиме мультиплеера. Выход игры был запланирован на конец 2005 года, в интернет также попал концепт-трейлер. В итоге, на основе уже имеющихся наработок, разработчиками была создана консольная версия The Sims 2.

### Игровой мир
Кастомизация персонажей в The Urbz стала самой проработанной и лучшей среди всех созданных прежде игр серии The Sims, впервые предлагая изменить форму тела персонажа. Гаймплей игры создавался таким образом, чтобы он был завязан прежде всего на репутации персонажа, его возможности участвовать в общественных мероприятиях, групповых танцах, общении с другими симами. Одновременно базовая формула The Sims была сохранения в виде того, что игроку необходимо исполнять базовые потребности персонажа, он может обустраивать свой участок. Образование собственной команды является аналогом создания семьи в The Sims.
Чтобы убедиться в том, чтоб представленные стили и другие аспекты игры действительно отражали городскую культуру и жизнь, разработчики Maxis пригласили в студию нескольких «культурных советчиков», например Салмана «Hawaii Mike», уличного авторитета, продвигающего хип-хоп культуру и редактора журнала The Source. Майк, в том числе и другие консультанты помогали разработчикам в создании верных для городской жизни сценариев, а также в создании современного городского колорита.
Несмотря на то, что франшизу The Sims принято рассматривать, как вселенную с достигнутым гендерным равенством, где женские персонажи не гиперсексуализированны, как в большинстве компьютерных игр, было замечено, что многие женские наряды в The Urbz имели гораздо более откровенный вид в сравнении с мужскими. Это стало причиной того, что игра и её создатели подверглись отрицательной критике. Предполагалось, что это было сделано для привлечения мужской аудитории, однако Вирджиния МакАртур, ведущий продюсер отрицала такое утверждение, заметив, что команда стремились воссоздать одежду в соответствии с трендами городских субкультур и заметила также, что девочкам нравится воссоздавать женского аватара с модной внешностью, Чтобы вписываться в культуру окружения.
Наоборот с помощью The Urbz разработчики хотели привлечь больше женщин на рынок консольных игр, специально введя игровой процесс завязанный на социальных взаимодействиях и разблокировку предметов и нарядов. Однако такая тактика в итоге не оправдала себя, а игра рассматривалась, как исключение в линейке The Sims, наоборот воспроизводящая гендерные стереотипы.

## Анонс и выход
Впервые о предстоящем выпуске игры — сиквела Bustin' Out для игровых приставок стало известно в апреле 2004 года и факт того, что идея игры будет завязана на жизни в мегаполисе. Официальный анонс Urbz состоялся 21 апреля. Игра была продемонстрирована на выставке Е3 в 2004 году. 21 октября стало известно, что Urbz вышла в печать. Выход игры состоялся 9 ноября 2003 года в США. В Японии игра вышла 13 января 2013 года для игровой приставки GameCube. По состоянию на начало декабря 2004 года, Urbz занимала пятое место в списке игр-бестселлеров.
Тем не менее выход игры можно охарактеризовать провальным, так как вместо ожидаемых 5 миллионов распроданных копий, было реализовано не более 2,4 миллиона копий, из которых 1.76 миллион копий пришёлся на PlayStaion 2, 400,000 на GameCube и 340,000 на Xbox.

### Для портативных устройств
Помимо основной разработки игры, параллельной разработкой портативной версии The Urbz для Game Boy Advance занималась студия Griptonite Games. Она представляет собой игру с двухмерной, изометрической графикой, другой сюжетной линией, но сохранением концепции жизни в мегаполисе. Выход игры состоялся 10 ноября 2004 года. Помимо этого, студия портировала игру на портативное устройство Nintendo DS, но с рядом улучшений в виде новых локаций, персонажей и второго сенсорного экрана. Выход игры для DS состоялся 17 ноября 2004 года.

## Музыка и озвучивание

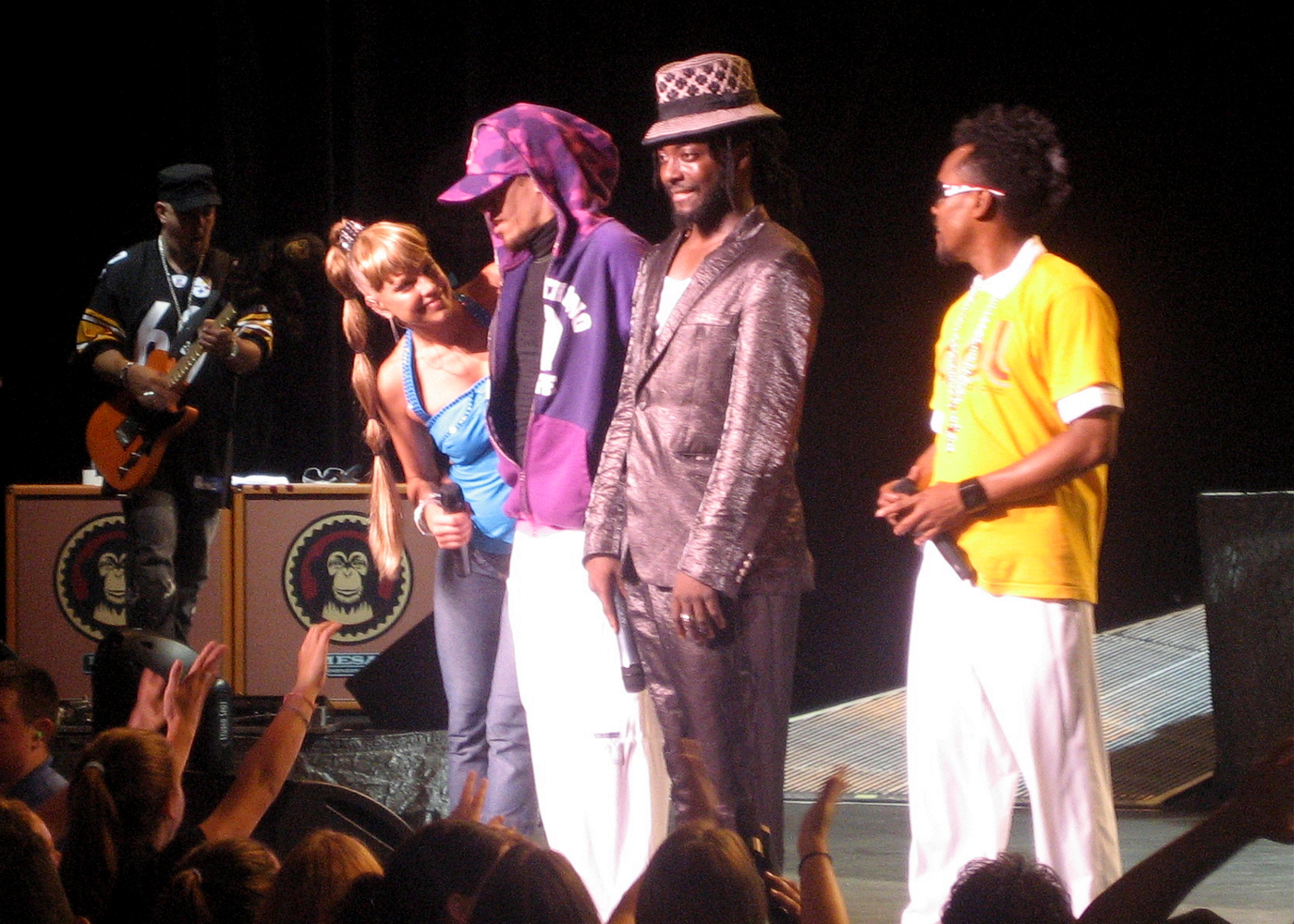
Для игры на симлише исполняли свои композиции группа The Black Eyed Peas

Язык, на котором разговаривают персонажи, называется симлишем. Музыкальным режиссёром игры выступил Хайп Уильямс, широко известный клипами к поп-музыке 90-х и 00-х годов. К записи музыки была привлечена известная поп-группа The Black Eyed Peas. Специально для игры певцом Will.i.am было записано на симлише девять треков, которые позже были выпущены в составе музыкального альбома Monkey Business. Помимо этого в игру было решено добавить камео членов музыкальной группы, которые должны обучать играемого персонажа модным социальным движениям. Разработчики объясняли такое сотрудничество способом добавить в игру больше элементов «псевдо-хиповости» и юмора. Также Urbz стала первой игрой в истории для которой музыкальная поп-группа специально записала альбом. Will.i.am, член группы заметил, что «многие наши фанаты играют в видео-игры и мы играем в видео игры... вполне естественно, что музыка Black Eyed Peas используется в видео-игре, особенно в такой». Задача звукорежиссёра Хайпа Уильямса заключалась в создании музыкальных видео в игре, в том числе и Black Eyed Peas. Работа над видео-клипами для игры длилась примерно год, при этом у Уильямся уже был опыт работы с клипами для игры NBA Street V3. Всего Уильямс создал примерно сотню клипов с разной музыкой, при этом он сам проходил игру, чтобы изучить эстетику жилых районов в игре. Работая над клипами рок-ориентированных жанров, Уильямс консультировался с американским певцом Ленни Кравитцем.
Игроки, которые приобрели 700,000 копий игры имели возможность загрузить в iTunes четыре песни нового альбома Black Eyed Peas. Эдди Кью, вице президент компании Apple заметил, что возможность предоставить бесплатные клипы более полумиллионной аудитории является беспрецедентной акцией.
В 2007 году на сайте Last.fm можно было купить альбом, состоящий из саундтреков из игры, однако из-за проблем, связанных с авторскими правами, из альбома были исключены песни, исполненные Black Eyed Peas. Ранее Electronic Arts планировала продажу дисков с саундтреками, однако отменила проект из-за низкой популярности игры.
| №  | Название               | Автор(ы)            | Длительность |
| -- | ---------------------- | ------------------- | ------------ |
| 1. | «Let’s Get It Started» | The Black Eyed Peas | 3:37         |
| 2. | «Ga Ra Ta Da»          | The Black Eyed Peas | 3:26         |
| 3. | «The Sticky»           | The Black Eyed Peas | 4:37         |
| 4. | «Friddy Dope»          | The Black Eyed Peas | 3:44         |

| №   | Название            | Автор(ы)         | Длительность |
| --- | ------------------- | ---------------- | ------------ |
| 1.  | «Na Na Lae»         | Джон Корбетт     | 4:04         |
| 2.  | «High NRG»          | Родни Эбернэси   | 3:49         |
| 3.  | «Melinka»           | Джон Корбетт     | 3:29         |
| 4.  | «Downjazz»          | Родни Эбернэси   | 3:54         |
| 5.  | «Glowstick Juice»   | Джейсен Тачстоун | 5:00         |
| 6.  | «Dee Bamow»         | Джон Корбетт     | 1:33         |
| 7.  | «Gofuork! Gofuork!» | Джон Корбетт     | 3:07         |
| 8.  | «Indogoth»          | Джейсен Тачстоун | 3:42         |
| 9.  | «Techno Music»      | Music Orange     | 5:21         |
| 10. | «Pop One»           | Music Orange     | 3:43         |
| 11. | «Lathouse»          | Matmos           | 5:26         |
| 12. | «Zu Matan»          | Джон Корбетт     | 3:00         |
| 13. | «Snatch»            | J Greco          | 4:00         |
| 14. | «Tissy Wawa»        | Джейсен Тачстоун | 3:42         |
| 15. | «Glowstick»         | Джейсен Тачстоун | 3:31         |
| 16. | «Wavetrap»          | Крис Сейферт     | 4:40         |
| 17. | «Ze Fron»           | Джон Кобетт      | 3:30         |
| 18. | «Wiseguy»           | Джеф Стотт       | 5:49         |

| Персонаж         | Актёр озвучивания |
| ---------------- | ----------------- |
| Персонаж мужской | Марк Атерлай      |
| Персонаж женский | Дебора Бен-Элизер |
| Персонаж мужской | Дэвид Боат        |
| Персонаж мужской | Андрей Чайкин     |
| Персонаж женский | Зои Гальвез       |
| Персонаж мужской | Роджер Джексон    |
| Персонаж женский | Фессалия Лернер   |
| Майкл Х.Соммерс  | Персонаж          |

## Критика
| Сводный рейтинг    | Сводный рейтинг | Сводный рейтинг | Сводный рейтинг |
| Издание            | Оценка          | Оценка          | Оценка          |
| Издание            | GC              | PS2             | Xbox            |
| ------------------ | --------------- | --------------- | --------------- |
| GameRankings       | 70,84 %         | 70,20 %         | 68,02 %         |
| Metacritic         | 73/100          | 73/100          | 70/100          |
| Иноязычные издания |                 |                 |                 |
| Издание            | Оценка          | Оценка          | Оценка          |
| Издание            | GC              | PS2             | Xbox            |
| EGM                | 6,5/10          | 6,5/10          | 6,5/10          |
| Eurogamer          | N/A             | N/A             | 50 %            |
| Game Informer      | 78 %            | 78 %            | 78 %            |
| GameSpot           | 7,3/10          | 7,3/10          | 7,3/10          |
| GameSpy            | [ 40 ]          | [ 44 ]          | [ 42 ]          |
| GameZone           | N/A             | 71/100          | 75/100          |
| IGN                | 7,5/10          | 7,5/10          | 7,5/10          |
| Nintendo Power     | 72/100          | N/A             | N/A             |
| OPMUK              | N/A             | 70/100          | N/A             |
| OXM                | N/A             | N/A             | 64/100          |

The Urbz была номинирована редакцией PC Powerplay на звание лучшего симулятора года, в конце концов приз получила The Sims 2.
Игра получила смешанные отзывы от игровых критиков. Игру сравнивали с городской версией The Sims, GTA но без перестрелок и гонок, цифровой версией «Секса в большом городе». Её также называли улучшенной и на 116% более хип-ховой версией игры Bustin out предназначенный для девочек.
Хан Катро с сайта IGN заметил, что в до тех пор неудачные попытки завоевать себе аудиторию игровых приставок, побуждали создатели выпускать всё более смелые тайтлы, отходящие от формулы базовой игры The Sims. Критик заметил, что игра как бы шла на тонкой граниː с одной стороны она должна была заинтересовать консольных игроков, знакомых уже с The Sims, с другой стороны — привлечь новую игровую аудиторию, как бы зазывая игрока «Эй, оторвись ты от своего шутера от первого лица и попробуй меня». Хан заметил, что решение привязать основной геймплей к городской жизни, социальному статусу подопечного и общению с горожанами является мудрым ходом, чтобы заинтересовать нетерпеливых игроков консолей, а также сохранить интерес к игре со стороны фанатов The Sims. Эндрю Парк с сайта GameSpot заметил, что радикальное изменение формулы The Sims имеет и свои существенные недостатки, тем не менее это делает The Urbz удивительной и неповторимой в своём роде игрой. Даже несмотря на то, что, что игра явно целится на другую игровую аудиторию, она по прежнему остаётся интересной для игроков The Sims. Джефф Хейнс с сайта GameOver заметил, что если The Sims — это реалити-шоу, то The Urbz — это модный журнал, или модное шоу в стиле MTV. Критик заметил, что игрок, попробовавший The Urbz почувствует, словно The Sims 2 никогда не должна была быть выпущена. Игра однозначно подойдёт для любящих целеустремлённость игроков. Критик с сайта GameZone заметил, что никогда не сталкивался с игровым процессом, подобным The Urbz и назвал его «умным, затягивающим, наделённым своими изюминками, типичными скорее для японских игр».  
Критики похвалили игру за её разнообразие локаций, а также большое разнообразие стилей, одежды, музыки и работы, которые однозначно подойдут игрокам, любящим динамичный и яркий геймплей. Критик IGN заметил, что каждый район выглядит совершенно по-разному, а у NPC есть для игрока множество интересных заданий, тем не менее люди из разных социальных групп могут вести себя слишком одинаково. Представитель GameSpy также оценил обилие интересных предметов и безделушек в игре, а также наличие портретов играемого персонажа при достижении высокой репутации. Критик GameSpot заметил, что необходимость удовлетворять базовые потребности в игре стала гораздо снисходительнее, позволяя игроку сосредоточиться на изучении районов, городских культур и социальных взаимодействий. Критик также назвал графику игры очень яркой и прекрасно отражающей саму сущность городской культуры. Сами субкультуры представлены очень аутентично. Рецензент GameSpy назвал же качество графики (на Xbox) средним, что однако не портит сам художественный стиль игры. Представитель GameZone заметил, что городская атмосфера и система репутаций потенциально привлекут хардкорных игроков, а элементы управления дружелюбны для игроков с любыми навыками. 
Критик IGN назвал анимации социальных движений в игре крутыми, игроку доставит эстетическое удовольствие наблюдать например за хип-хоп танцем во время дискотеки или просто за представителями какой либо суб-культуры, помимо этого тем выше репутация управляемого сима, тем большее количество жестов ему доступно. Представитель GameOver отдельно похвалил музыкальное сопровождение игры, заметив, что добавление хитов от известных музыкантов, в частности такой поп-группы, как Black Eyes Peas жизненно важно для игры, пытающейся изобразить все аспекты современной поп-культуры.
Критик IGN раскритиковал подход игры, требующий от сима надевать определённую одежду для входа в клубы или развития отношений с определёнными персонажами, заметив, что игра не прощает свободу выбора собственного стиля одежды. Такое же мнение высказал и представитель GameOver, заметив, что игра при своём художественном многообразии не позволяет игроку быть дизайнером, а лишь объектом для дизайна, что несомненно разочаровывает, помимо этого игроку будет просто сложно запомнить, какие наряды он должен надеть для определённого района или клуба. 
Основным предметом отрицательной критики стала система репутации, лишающая игрока возможности самовыражения. Например редакция NGC Magazine описала проблему следующим образом: «Ты должен одеваться как они, вести себя как они, общаться, соблюдая их правила в итоге ты не можешь быть собой и не чувствуешь себя частью этого мира». Редактор Nintendo Official также жаловался на вынужденность всем угождать и невозможностью быть собой. Рецензент GameOver также назвал отношения симов поверхностными, теряющимися в тени репутации сима.  Критик IGN заметил, что существенный недостаток игры заключается в поверхности развития сами отношений, которые ограничиваются демонстрацией социальных жестов, в результате по мнению критика подружится с кем либо зачастую слишком просто и немного интереснее, чем собирать камни. Представитель GameSpot также указал на слабую проработанность отношений, их излишнею непредсказуемость, а также слишком ограниченный выбор голосов и диалогов. 
Отдельно критик Game Over указал на сложное и не удобное управление персонажем, в мини-играх, требующих постоянно нажимать на кнопки. При повышении сложности это становится практически не возможно делать, также рецензент указал на то, что игра не просвещает игрока, который в начале вероятнее всего столкнётся с непонятными для него вещами. Представитель GameZone заметил, что впечатляющие графические характеристики The Urbz опережают возможности игровых приставок своего времени, что приводит к постоянным подвисаниям игры и долгим загрузкам. Критик GameSpy указал на то, что игровая камера зачастую принимает неудобные положения, когда объекты загораживают весь кругозор. Редакция журнала PSM2 назвала The Urbz «мусором», не достойным внимания настоящего геймера.

### Ретроперспектива
Редакция сайта CBR, в своём обзоре от 2020 года назвала The Urbz самой странной, но недооценённой и незаслуженно забытой игрой серии The Sims. В стремлении подражать самым современным трендам и моде, игра в итоге стала воплощением культуры начала 2000-х годов, в частности времени, когда люди были помешаны на чёрной городской, хип-хоп культуре. Даже несмотря на коммерческий провал, игра собрала своё небольшую, но преданную фанатскую аудиторию. Редакция рекомендовала обязательно попробовать игру поклоннику франшизы The Sims. Аналогично редакция Screenrant назвала The Urbz великолепной игрой, наполненной модой из 2000-х, она предлагала интересную и жизнеспособную концепцию городской жизни вместо пригорода, но игру сгубила её система репутации и эксклюзивность на игровых приставках — отсутствие версии на ПК